# Universidad Estatal de Iowa

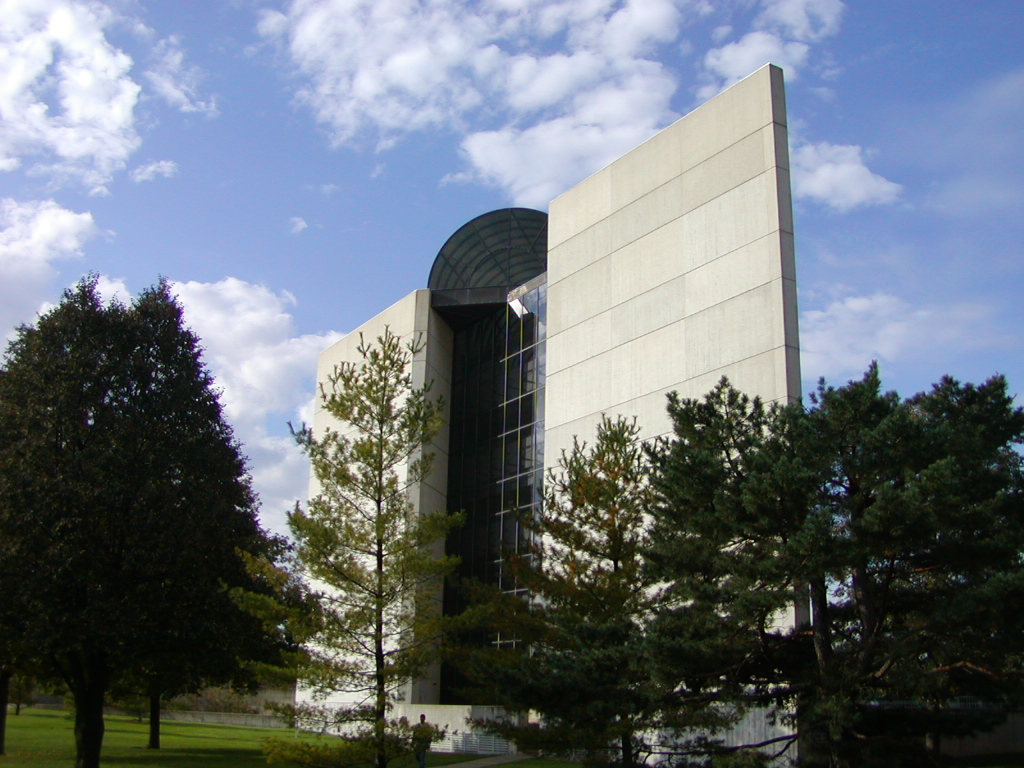
Edificio de la Universidad.

La Universidad Estatal de Ciencia y Tecnología de Iowa (en inglés: Iowa State University of Science and Technology), más conocida por el nombre de Universidad Estatal de Iowa (en inglés: Iowa State University; ISU), es una universidad pública estadounidense localizada en Ames, en el estado de Iowa. 
La institución fue fundada en 1858 y actualmente posee alrededor de 34.500 estudiantes. En términos agrarios, la ISU es una de las universidades más importantes en Estados Unidos, sobre todo con lo relacionado con el maíz y la soya. 

## Historia
En 1856, la Asamblea General de Iowa promulgó una legislación para establecer el Iowa Agricultural College and Model Farm. Esta institución (ahora Universidad Estatal de Iowa) fue establecida oficialmente el 22 de marzo de 1858 por la Asamblea General. El condado de Story fue elegido como ubicación el 21 de junio de 1859, superando las propuestas de los condados de Johnson, Kossuth, Marshall y Polk. La granja original de 648 acres (2,6 km²)  fue adquirido a un costo de $5,379. 
Iowa fue el primer estado de la nación en aceptar las disposiciones de la Ley Morrill de 1862.   Posteriormente, el estado designó a Iowa State como la universidad concesionaria de tierras el 29 de marzo de 1864.   La Universidad Estatal de Iowa es una de las cuatro universidades que afirma ser la primera institución de concesión de tierras en los Estados Unidos, junto con la Universidad Estatal de Kansas, la Universidad Estatal de Michigan y la Universidad Estatal de Pensilvania.
Desde el principio, Iowa Agricultural College se centró en los ideales de que la educación superior debería ser accesible para todos y que la universidad debería enseñar materias liberales y prácticas. Estos ideales son parte integral de la universidad concesionaria de tierras.  
La institución ha sido mixta desde la primera clase admitida en 1868. Las admisiones formales comenzaron el año siguiente, y la primera clase de graduados de 1872 estuvo compuesta por 24 hombres y dos mujeres. 
The Farm House, el primer edificio del campus de Iowa State, se completó en 1861 antes de que el campus fuera ocupado por estudiantes o aulas. Se convirtió en el hogar del superintendente de la Granja Modelo y, en años posteriores, de los decanos de Agricultura, incluidos Seaman Knapp y James "Tama Jim" Wilson . El primer presidente de Iowa State, Adonijah Welch, se hospedó brevemente en Farm House y escribió su discurso inaugural en un dormitorio del segundo piso. 
La Estación Experimental de Iowa era uno de los elementos más destacados de la universidad. Se impartieron cursos prácticos de instrucción, incluido uno diseñado para proporcionar una formación general para la carrera de agricultor. También formaban parte del plan de estudios cursos de ingeniería mecánica, civil, eléctrica y de minas.
En 1870, el presidente Welch y el profesor de agricultura IP Roberts,  organizaron institutos de agricultores de tres días en Cedar Falls, Council Bluffs, Washington y Muscatine . Estos se convirtieron en los primeros institutos organizados fuera del campus por una institución concesionaria de tierras y fueron los precursores de la extensión del siglo XX.
En 1872 se impartieron los primeros cursos de economía doméstica (economía doméstica, ciencias familiares y del consumidor) y fueron impartidos por Mary B. Welch, esposa del presidente. La Universidad Estatal de Iowa se convirtió en la primera universidad concesionaria de tierras en ofrecer capacitación en economía doméstica para obtener créditos universitarios. 
En 1879, se organizó la Escuela de Ciencias Veterinarias, convirtiéndose en la primera escuela veterinaria estatal de los Estados Unidos. Originalmente, se trataba de un curso de dos años que conducía a la obtención de un diploma. El programa de estudios de veterinaria incluía clases de zoología, botánica, anatomía de animales domésticos, obstetricia veterinaria y ciencias sanitarias. 

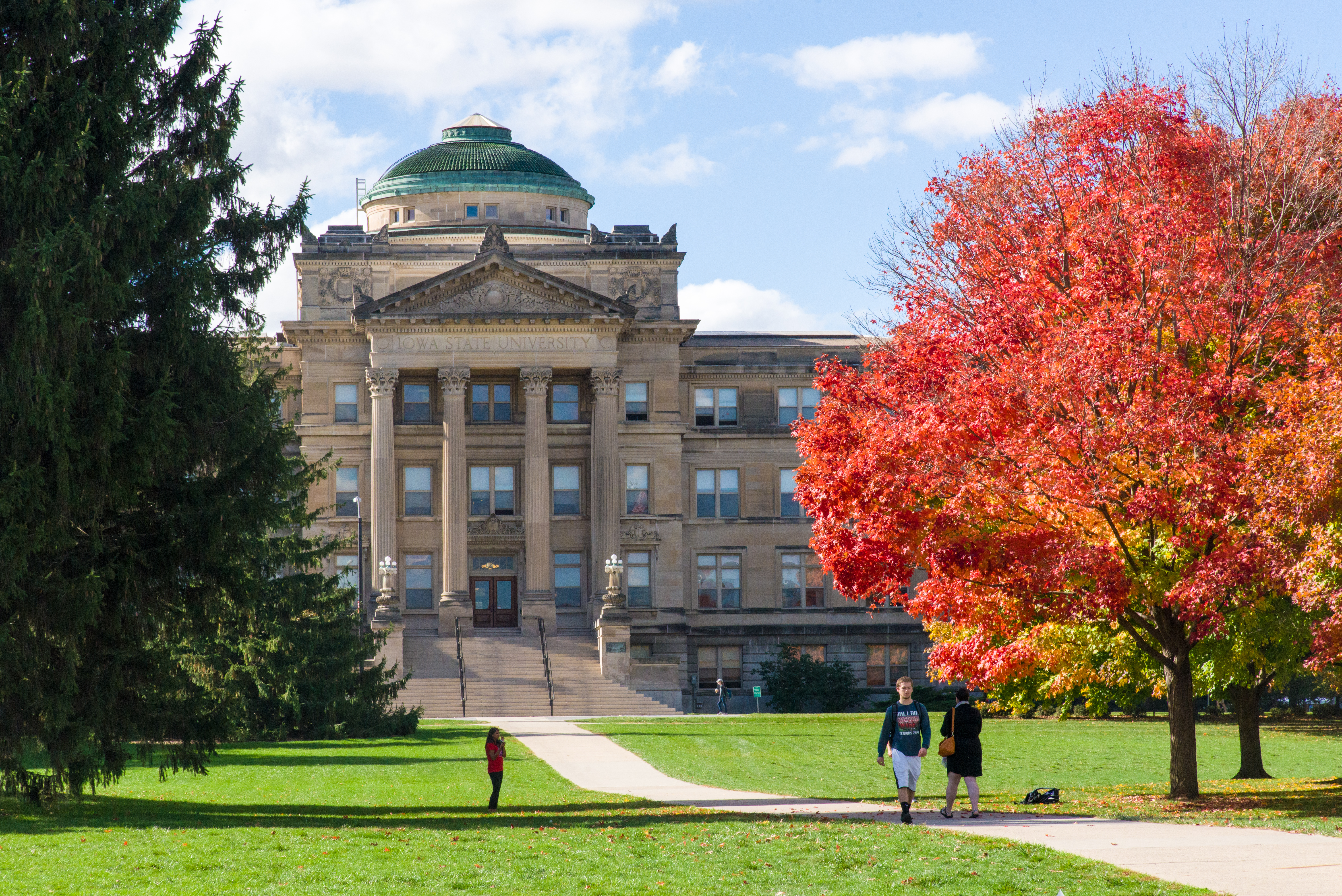
Beardshear Hall

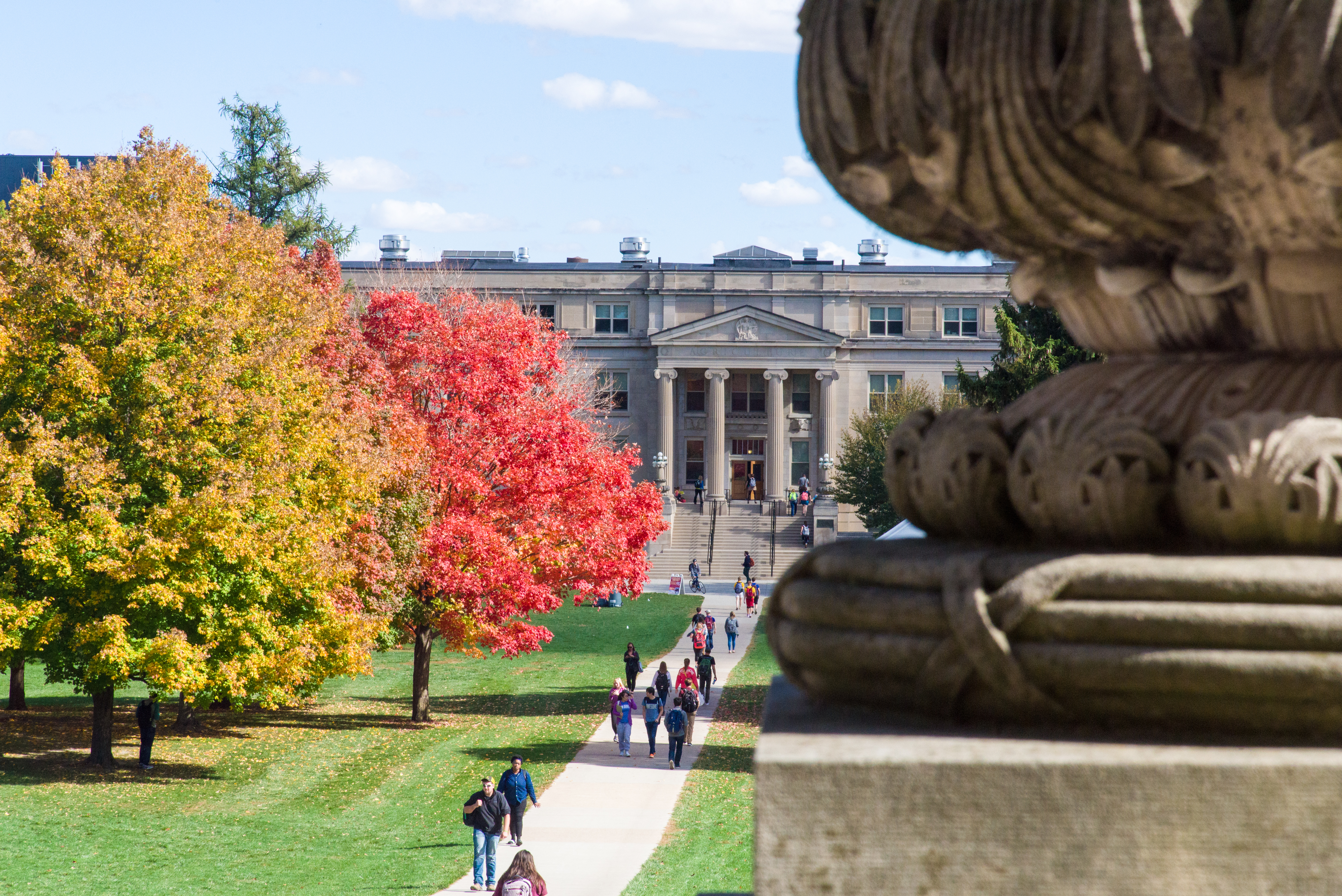
Curtiss Hall

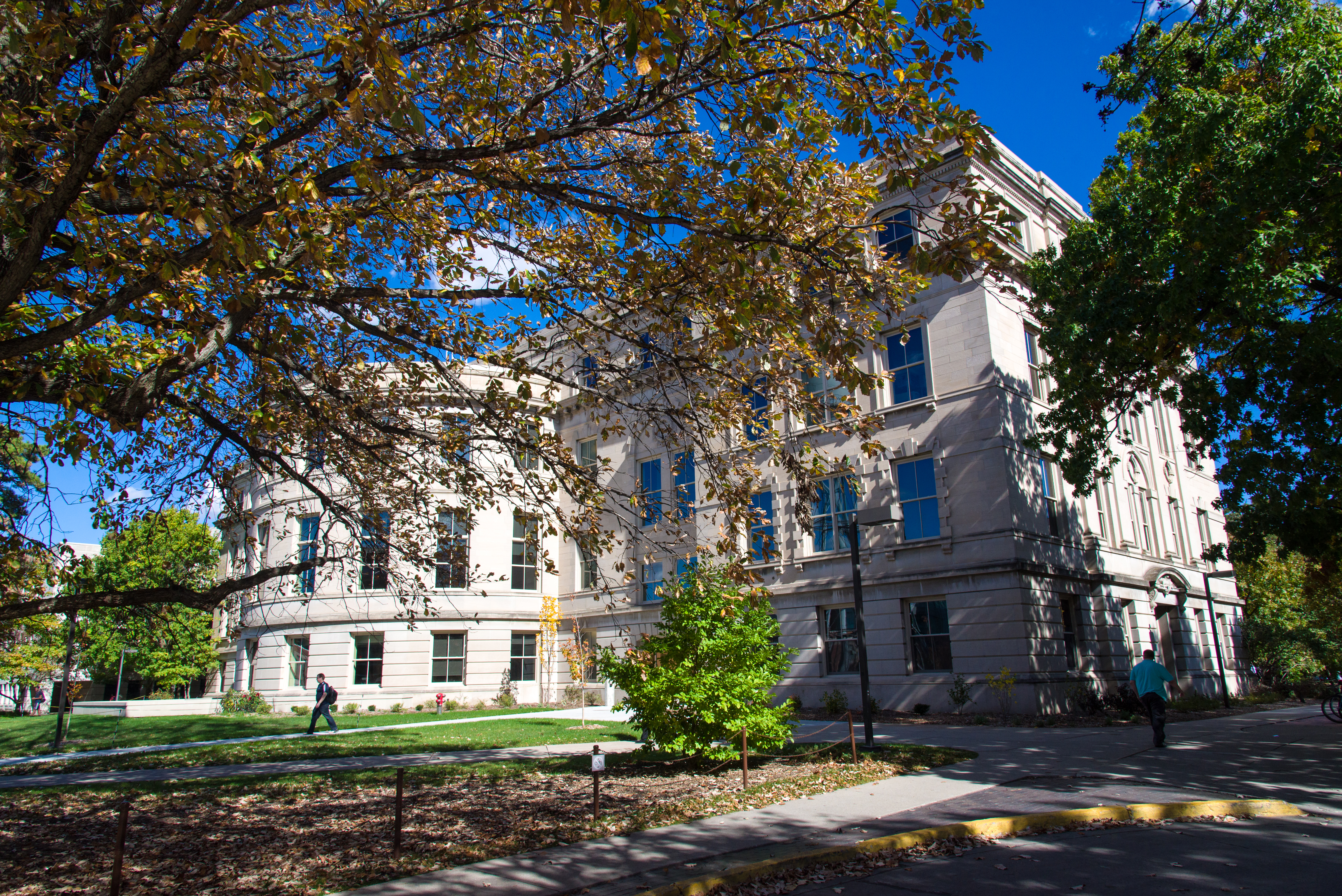
Marston Hall

William Miller Beardshear fue nombrado presidente del estado de Iowa en 1891. Durante su mandato, el Iowa Agricultural College realmente alcanzó la mayoría de edad. Beardshear desarrolló nuevos programas agrícolas y fue fundamental en la contratación de profesores destacados como Anson Marston, Louis B. Spinney, JB Weems, Perry G. Holden y Maria Roberts. También amplió la administración de la universidad y añadió Morrill Hall (1891), el Campanile (1899), Old Botany (ahora Carrie Chapman Catt Hall) (1892) y Margaret Hall (1895) al campus, todos los cuales siguen en pie hoy en día excepto Margaret Hall, que fue destruido por un incendio en 1938.  En su honor, en 1925, la Universidad Estatal de Iowa bautizó su edificio administrativo central (Central Building) en honor a Beardshear.  En 1898, reflejando el crecimiento de la escuela durante su mandato, pasó a llamarse Iowa State College of Agricultural and Mechanic Arts, o Iowa State para abreviar.
En la actualidad, Beardshear Hall alberga los cargos de presidente, vicepresidente, tesorero, secretario, registrador, rector y ayuda financiera estudiantil. Catt Hall debe su nombre a la exalumna y famosa sufragista Carrie Chapman Catt, y es la sede de la Facultad de Artes y Ciencias Liberales.
En 1912, Iowa State celebró su primera celebración de regreso a casa. La idea fue propuesta por primera vez por el profesor Samuel Beyer, el "santo patrón del atletismo" de la universidad, quien sugirió que Iowa State inaugurara una celebración para los ex alumnos durante el partido de fútbol anual contra su rival, la Universidad de Iowa. Al nuevo presidente de Iowa State, Raymond A. Pearson, le gustó la idea y envió una invitación especial a los exalumnos dos semanas antes del evento: "Los necesitamos, debemos contar con ustedes. Vengan y vean la escuela que han creado en Iowa State College. Encuentren una manera". En octubre de 2012, Iowa State celebró su centenario de regreso a casa con una celebración "CYtennial". 
El estado de Iowa celebró su primer VEISHEA del 11 al 13 de mayo de 1922. Wallace McKee (clase de 1922) fue el primer presidente del Comité Central y Frank D. Paine (profesor de ingeniería eléctrica) eligió el nombre, basándose en las primeras letras de las facultades de Iowa State: Medicina Veterinaria, Ingeniería, Ciencias Industriales, Economía Doméstica y Agricultura. VEISHEA creció hasta convertirse en el festival organizado por estudiantes más grande del país. 
El Laboratorio de Estadística se estableció en 1933, con George W. Snedecor, profesor de matemáticas, como su primer director. Fue y es el primer instituto de investigación y consultoría de su tipo en el país. 
Mientras intentaba desarrollar un método de cálculo más rápido, el profesor de matemáticas y física John Vincent Atanasoff conceptualizó los principios básicos de lo que se convertiría en la primera computadora digital electrónica del mundo, la Computadora Atanasoff-Berry (ABC), durante un viaje a Illinois en 1937. Estas incluían el uso de un sistema binario de aritmética, la separación de las funciones de la computadora y la memoria y la memoria de tambor regenerativa, entre otras. El prototipo de 1939 fue construido con el estudiante de posgrado Clifford Berry en el sótano del Edificio de Física. 
Durante la Segunda Guerra Mundial, Iowa State fue una de las 131 universidades y colegios a nivel nacional que participaron en el Programa de Entrenamiento Universitario de la Marina V-12, que ofrecía a los estudiantes un camino hacia una comisión de la Marina. 
El 4 de julio de 1959, la universidad pasó a llamarse oficialmente Universidad Estatal de Ciencia y Tecnología de Iowa. Sin embargo, el nombre abreviado "Iowa State University" se utiliza incluso en documentos oficiales, como los diplomas. Los nombres oficiales dados a las divisiones de la universidad fueron Facultad de Agricultura, Facultad de Ingeniería, Facultad de Economía Doméstica, Facultad de Ciencias y Humanidades y Facultad de Medicina Veterinaria. 
Las ocho universidades de Iowa State ofrecen hoy más de 100 especializaciones de pregrado y 200 campos de estudio que conducen a títulos de posgrado y profesionales. El programa académico de ISU incluye una educación en artes liberales e investigación en las ciencias biológicas y físicas. El enfoque en la tecnología ha conducido directamente a muchas patentes de investigación e invenciones, entre ellas la primera computadora binaria, la ABC, el queso azul Maytag y la empacadora de heno circular. 
Ubicado en un 2 acre (0 km²)Con un campus de    la universidad ha crecido considerablemente desde sus raíces como colegio agrícola y granja modelo y hoy es reconocida internacionalmente por sus programas de investigación integrales. Continúa creciendo y estableció un nuevo récord de matriculación en el otoño de 2015 con 36.001 estudiantes. 

### Proyecto Manhattan
La Universidad Estatal de Iowa jugó un papel en el desarrollo de la bomba atómica durante la Segunda Guerra Mundial como parte del Proyecto Manhattan, un programa de investigación y desarrollo iniciado en 1942 bajo el Cuerpo de Ingenieros del Ejército. 
El proceso para producir grandes cantidades de uranio metálico de alta pureza se conoció como el proceso Ames. Un tercio del uranio metálico utilizado en la primera reacción nuclear en cadena controlada del mundo se produjo en Iowa State bajo la dirección de Frank Spedding y Harley Wilhelm.   El Proyecto Ames recibió el Premio E del Ejército/Marina a la Excelencia en la Producción el 12 de octubre de 1945, por su trabajo con uranio metálico como material de guerra vital.  En la actualidad, ISU es la única universidad de los Estados Unidos que cuenta con un laboratorio de investigación del Departamento de Energía de los EE. UU. ubicado físicamente en su campus. 

### Computadora Atanasoff-Berry

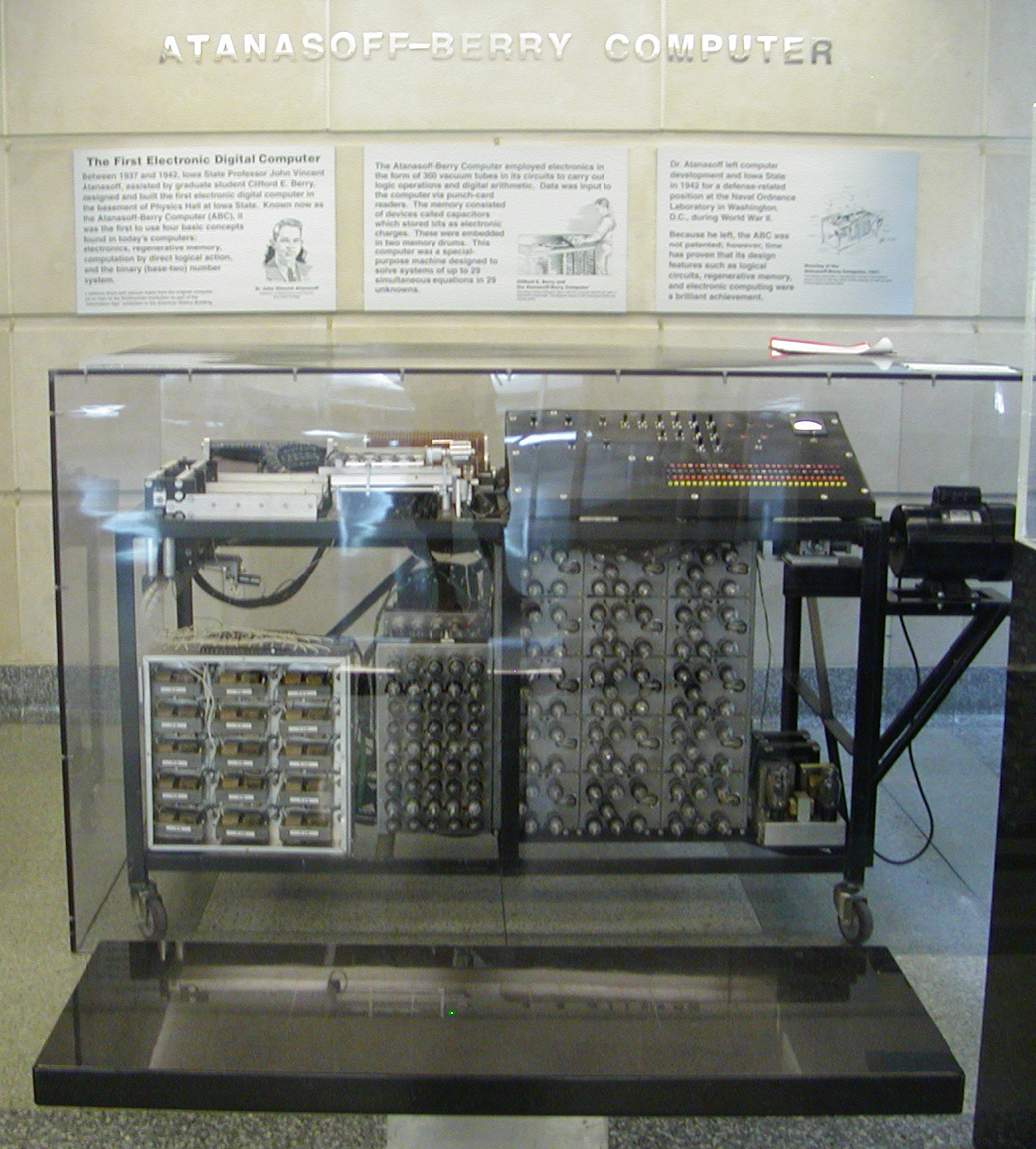
Réplica de la computadora Atanasoff-Berry en el primer piso del Centro Durham, Universidad Estatal de Iowa

Iowa State es el lugar de nacimiento de la primera computadora digital electrónica, iniciando la revolución tecnológica informática mundial. Inventada por el profesor de matemáticas y física John Atanasoff y el estudiante de posgrado en ingeniería Clifford Berry entre 1937 y 1942, la computadora Atanasoff-Berry fue pionera en elementos importantes de la informática moderna. 
El 19 de octubre de 1973, el juez federal estadounidense Earl R. Larson firmó su decisión tras un largo juicio judicial que declaró inválida la patente ENIAC de Mauchly y Eckert y nombró a Atanasoff como el inventor de la computadora digital electrónica, la computadora Atanasoff-Berry o ABC. 
En 1997, un equipo ABC formado por ingenieros, técnicos, investigadores y estudiantes del Laboratorio Ames y de la Universidad Estatal de Iowa presentó una réplica funcional de la computadora Atanasoff-Berry, que se puede ver en exhibición en el campus, en el Centro de Computación de Durham. 

## Deportes
Los representantes de la ISU en las competiciones en deporte son los Iowa State Cyclones. Más aún, su especialidad más potente está en la lucha libre.

## Egresados notables
- George Washington Carver - científico afroamericano.
- Clayton Anderson - Astronauta de la NASA
- Henry A. Wallace - 33.eɽ vicepresidente de los Estados Unidos.